# Early Bird 1
Early Bird 1 fue el primer satélite artificial comercial de teledetección, desarrollado por la empresa EarthWatch, más tarde conocida como DigitalGlobe. Fue lanzado el 24 de diciembre de 1997 mediante un cohete Start 1 desde la base de Svobodniy, situada en Siberia (Rusia).

## Objetivos
La misión de Early Bird 1 era realizar fotografías de alta resolución para comercializarlas con diversos fines.

## Características
El satélite fue inyectado inicialmente en una órbita con un perigeo de 461 km y un apogeo de 528 km, con una inclinación orbital de 97,3 grados y un período de 93,3 minutos. Disponía de una cámara pancromática capaz de obtener resoluciones de 3 metros y una multiespectral con una resolución de 15 metros.
La misión no pudo cumplir sus objetivos, Earthwatch anunció cuatro días después de su lanzamiento, el 28 de diciembre, que había perdido conmunicación y por tanto control del satélite.
Early Bird 1 reentró en la atmósfera el 27 de julio de 2000.